# Alpha Gruis
Alpha Gruis là tên được Latin hóa từ α Gruis ngoài ra nó cũng có tên khác là Alnair, là ngôi sao sáng nhất ở phía Nam chòm sao Thiên Hạc.

## Thuộc tính
Alpha Gruis là sao thuộc lớp B6 V, mặc dù một số nguồn tin khác cho rằng nó thuộc lớp B7 IV.
Khối lượng của nó gấp 1.02 ± 0.07 lần so với khối lượng mặt trời.
Qua phép đo thị sai, nó cách chúng ta 101 năm ánh sáng (31 parsec).
Kích thước vật lí của nó gấp 3,4 lần so với bán kính mặt trời.
Vận tốc quay quanh trục rất nhanh, khoảng 215 km/s.
Dựa trên tuổi và chuyển động đã được ước tính, nó có thể là thành viên của nhóm di chuyển cùng với sao AB Doradus. Nhóm này có độ tuổi khoảng 70 triệu năm
(cho phép có sai sót). Vận tốc không gian của ngôi sao này trong hệ tọa độ Galactic là [U, V, W] = [–7.0 ± 1.1, –25.6 ± 0.7, –15.5 ± 1.4] km/s.

## Tên khác trong văn hóa
Nó có những cái tên sau:
Alnair hoặc Al Nair (đôi khi là Al Na'ir) là tiếng Ả Rập al-nayyir [an-nai: r], có nghĩa là "người sáng"(tên tiếng Anh:the bright one). Bản thân nó bắt nguồn từ tên tiếng Ả Rập của nó, al-Nayyir min Dhanab al-ḥūt (al-Janūbiyy), "Ngôi sao sáng ở đuôi của con cá (chòm Song Ngư) phía Nam".(tên tiếng Anh:the Bright (star) belongs to the Tail of (the constellation of) the (Southern) Fish)
Trong tiếng Trung, 鶴 (Hè), có nghĩa là chòm sao Thiên Hạc, đề cập đến một chòm sao gồm Alpha Gruis, Beta Gruis, Epsilon Gruis, Eta Gruis, Delta Tucanae, Zeta Gruis, Iota Gruis, Theta Gruis, Delta2 Gruis và Mu 1 Gruis. Do đó, bản thân Alpha Gruis được gọi là 鶴 一 (Hè yī, tiếng Anh: Ngôi sao đầu tiên của chòm Thiên Hạc) (tên tiếng Anh:First Star of the Crane).